# ホシガラス
ホシガラス（星鴉、学名：Nucifraga caryocatactes）はスズメ目カラス科ホシガラス属に分類される鳥類の一種である。

## 分布
本種は2種いるホシガラス類のうちの1種で旧北区（主にユーラシア大陸）に分布し、類縁種のハイイロホシガラス（Nucifraga columbiana）は新北区の北米西部に分布する。
ホシガラスは広い分布域を持つ。スカンジナビアから北部ヨーロッパを経てシベリアから日本を含む東アジアに至る幅広い帯状の地域に分布し、北方の広大な冷帯針葉樹林を生息場所とする。
さらに、3つの隔離された個体群がより南方の山岳針葉樹林に分布する。一つは中央及び南東ヨーロッパ（アルプス山脈、カルパティア山脈、バルカン半島山岳地帯）で、二つ目はヒマラヤ西部、三つ目は中国西部で北方の個体群と中国中北部の比較的狭い断絶によって分けられている。個体群のいくつかはくちばしの大きさで分けることができる。
日本では四国以北の高山帯から亜高山帯に生息する。冬季はやや低地に降りてくる。

## 形態
体長32-37 cm。体長や嘴はカケスと比べてわずかに大きいが、頭部には冠羽がない。体色は全体的にチョコレートのような黒茶色だが、白い斑点が縞をなしているため、星空のようにみえる。和名の「ホシ」ガラスはこれに由来する。翼と上尾は青光沢のある黒である。

## 生態
本種の最も重要な食料源は各種のマツの種子で、主に寒冷な気候（北方及び高山）に生育し大きな種子を持つマツであるストローブス亜属(subgen. Strobus)の各種、カザンマツP. armandii, スイスマツP. cembra, チョウセンゴヨウP. koraiensis, ゴヨウマツP. parviflora, マケドニアマツP. peuce, ハイマツP. pumila, シベリアマツP. sibirica, ヒマラヤゴヨウP. wallichiana、シロマツP. bungeana, チルゴザマツP. gerardianaを利用する。これらのマツのいずれも分布しない地域では、トウヒ（Picea sp.）の種子及びハシバミ（Corylus sp.）の実を食料源とする。ハシバミを食べる個体群では、その固い殻を割るのに役立つ大きなくちばしを持っており、その根元近くの端には特別な隆起がある。実の殻が固すぎる場合は、実を足の間に抱えてくちばしをのみのように使って割る。
本種は余った種子を後の利用のため貯蔵するが、このことにより本種が嗜好するマツ類が植え付けられる。中部ヨーロッパのアルプス山脈では人間によりスイスマツ（Pinus cembra）が広い範囲で伐採されたが、これを「再造林」したのも彼らである。
多様な昆虫、鳥の卵や巣の中の小さなヒナも捕食する。罠にかかった動物の肉や、餌として用いられていれば魚の肉も食べる。マルハナバチやスズメバチの巣を幼虫を目当てに熱心に掘ることもある。
本種はその生息する地域で最も早い時期に巣作りをする鳥類であり、そのために前年の秋に貯蔵されたマツの種子を活用する。営巣場所は針葉樹（広葉樹が利用されることもある）の上で、普通は陽の当たる側である。通常2ないし4個の卵を産み、孵化までには17-19日かかる。日本においては雌雄協同で抱卵するが、ヨーロッパでは雌が抱卵する。雌雄ともにヒナに餌を与え、普通巣立ちまでには約23日かかるが、さらに2-3ヶ月両親の元にとどまって、厳しい環境での生存に必須の貯食の仕方を学ぶ。
鳴き声はカケスによく似ており、大きくてしわがれている。
ホシガラスは渡り鳥ではないが、マツの実が不作で食糧不足が起こると一斉に生息域を離れることがある。東部のくちばしの薄い個体群に多い。

## 画像

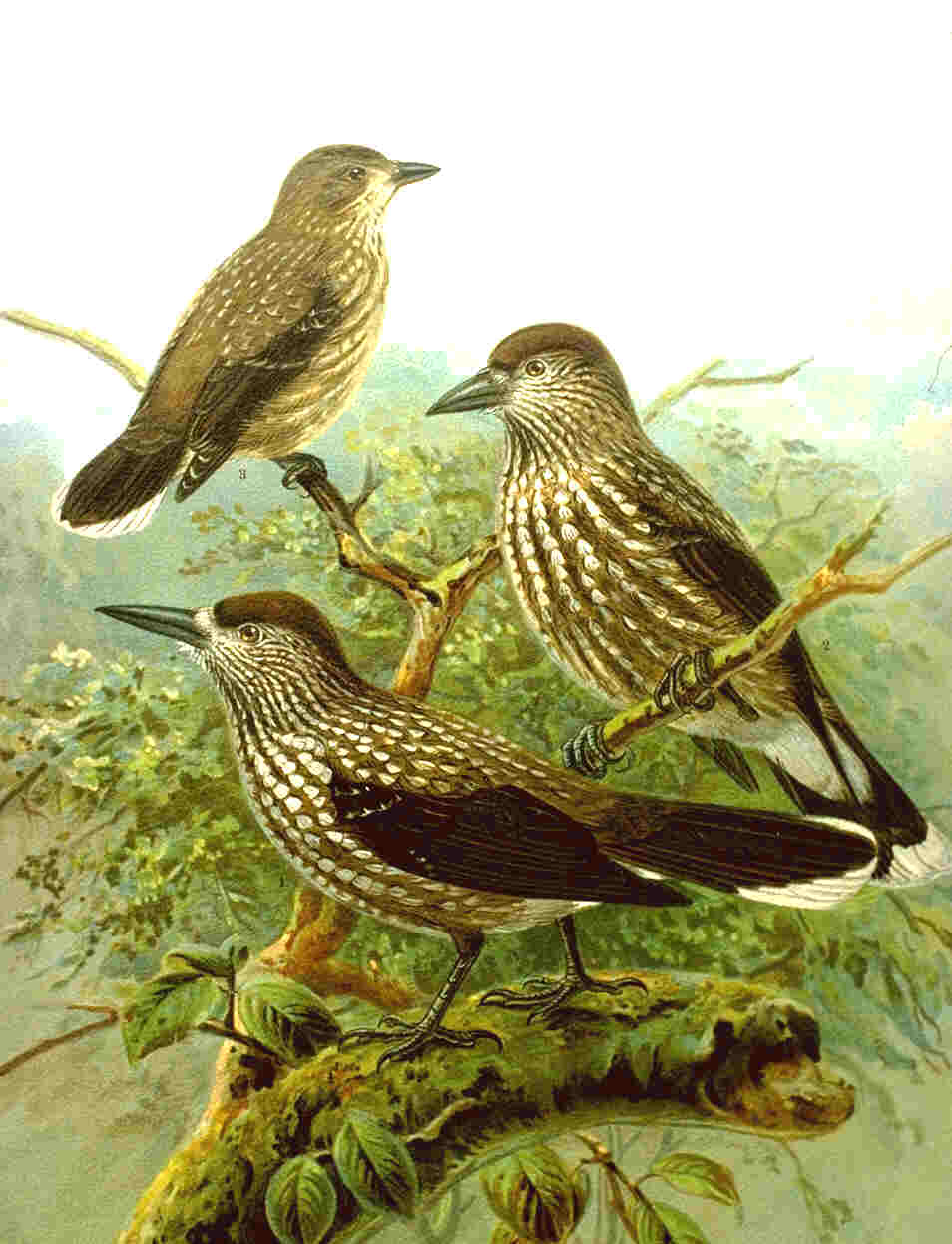
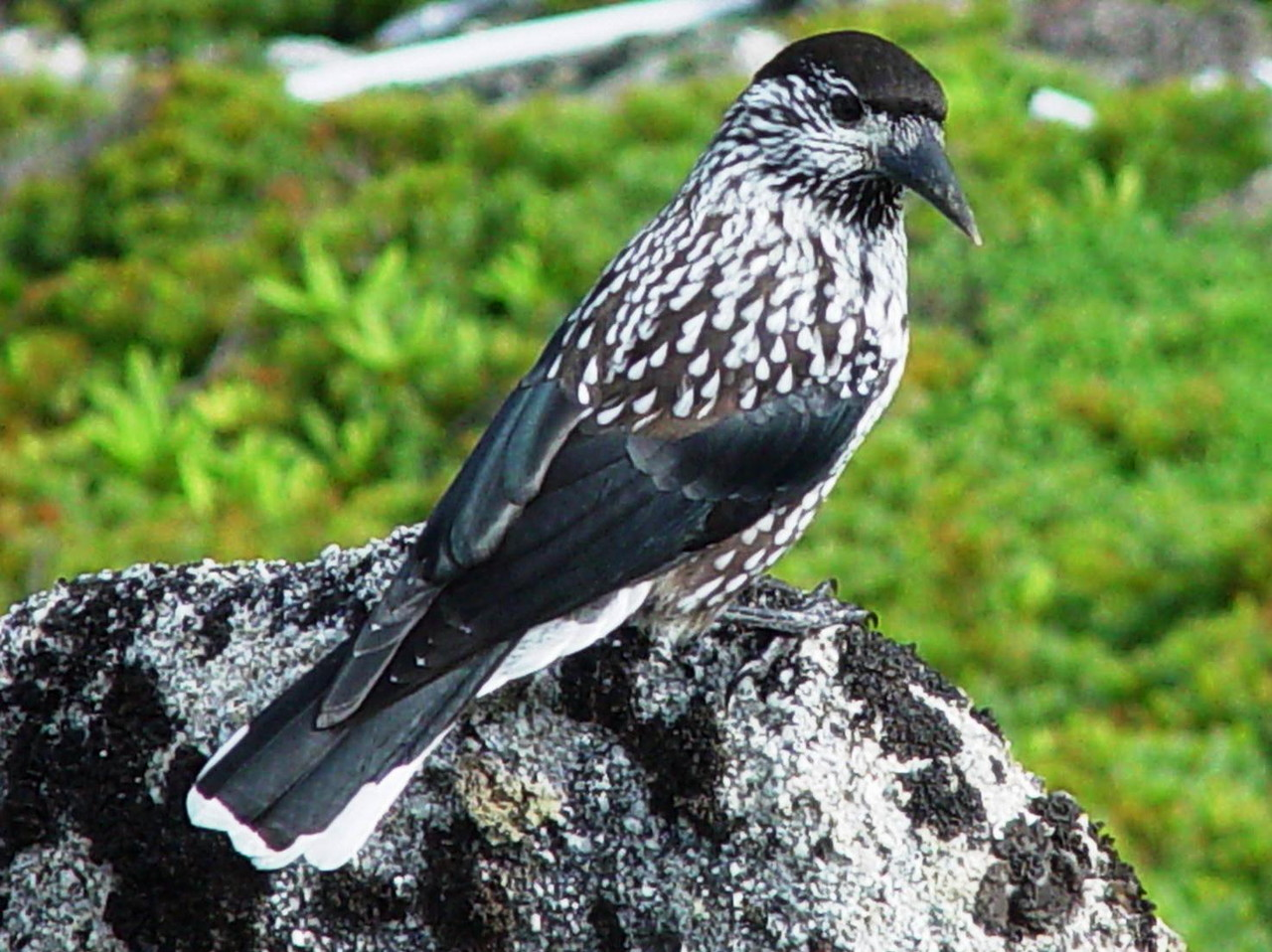
飛騨山脈燕岳、高山帯でハイマツの種を食す
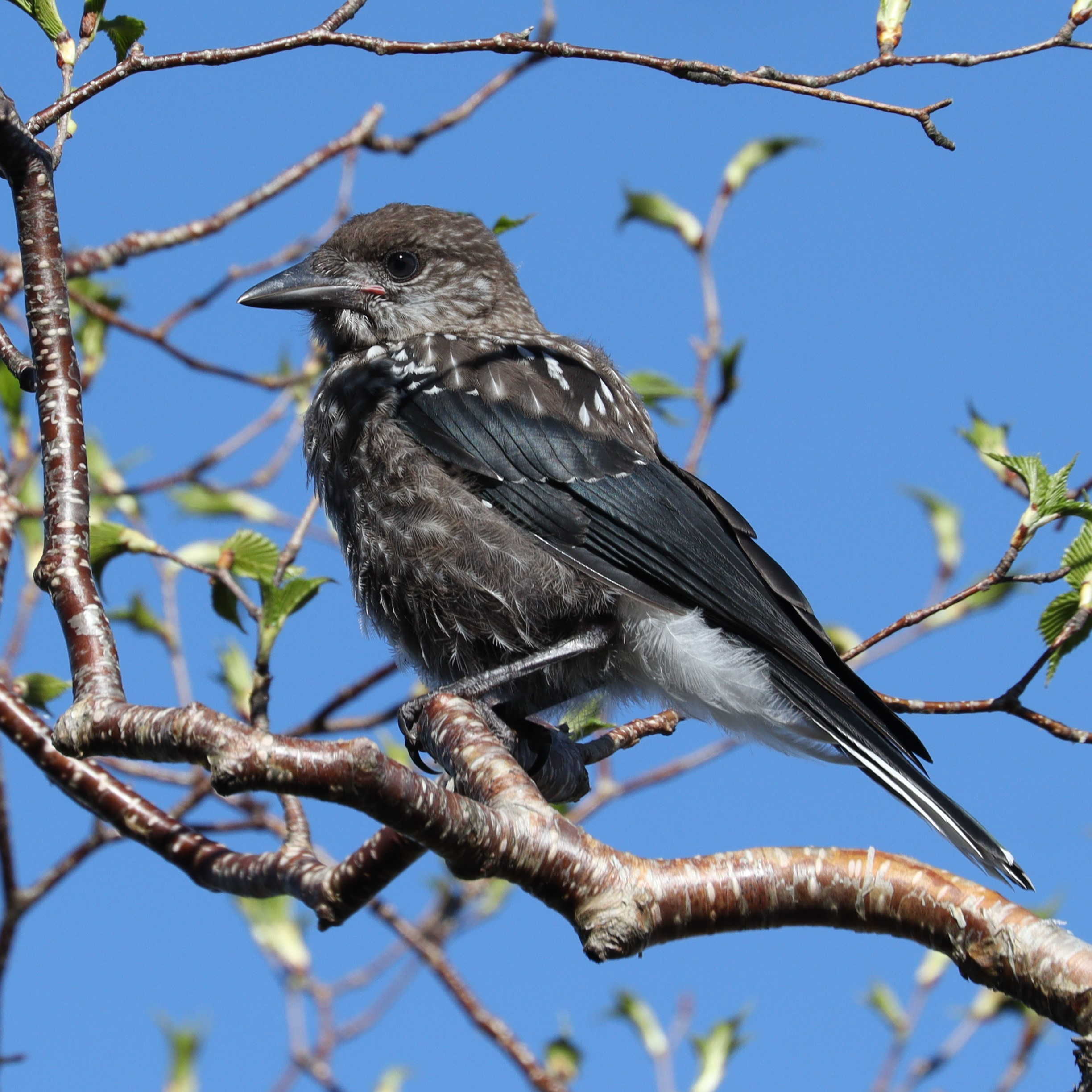
幼鳥
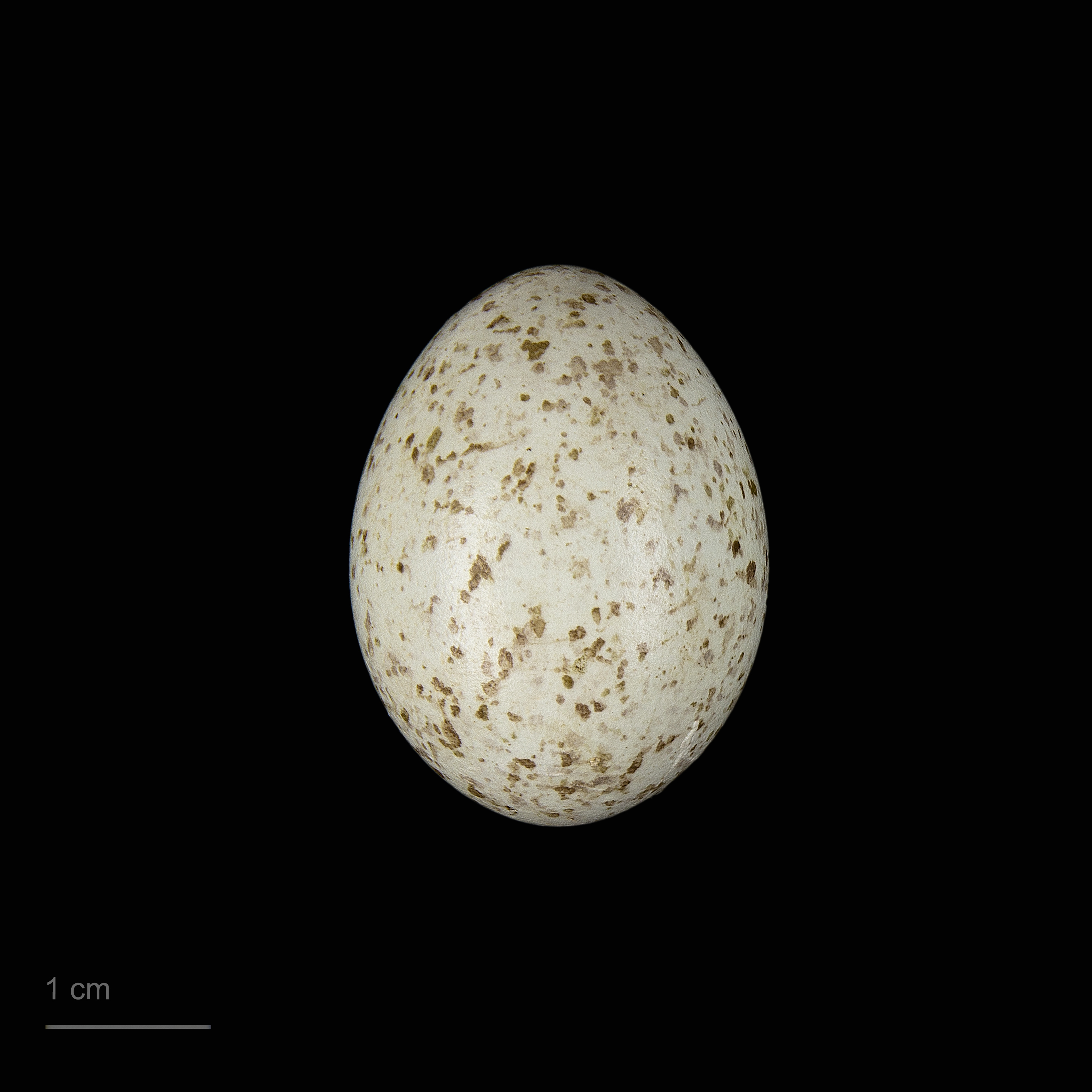
Nucifraga caryocatactes caryocatactes

## 文献および外部リンク
- BirdLife International (2004). "Nucifraga caryocatactes". IUCN Red List of Threatened Species. Version 2006. International Union for Conservation of Nature. 2006年5月12日閲覧。 Database entry includes justification for why this species is of least concern
- Norwegian Cyberbirding Nutcracker webpage
- Spotted Nutcracker photographed in Panbos by Rene van Rossum on 2 Nov 1985（2003年9月15日時点のアーカイブ）